# Kostel svaté Kateřiny (Obora)
Kostel svaté Kateřiny v Oboře je barokní sakrální stavba s pozdně gotickou věží. Je chráněn jako kulturní památka České republiky.

## Historie
Již ve 14. století byl v obci farní kostel, který je poprvé zmiňovaný v roce 1363, kdy kněz Petr nahradil zemřelého faráře Jiljího. Zřejmě se jednalo o jednolodní stavbu, k níž byla ve 30. letech 16. století přistavěna stávající věž. Tuto dataci podporuje zvon ve věži s nápisem "Tento zvon slit u mistra Tomáše v Litoměřicích léta Božího MCCCCCXXXV." Věž zřejmě nechal postavit někdo z rodiny Novohradských z Kolovrat, kterým od roku 1474 farní ves patřila. Stavba věže a pořízení nové, v interiéru dochované křtitelnice mohlo souviset se žalobou oborských poddaných na vrchnost, že nemají kněze, v kostele se skladuje obilí a chovají ovce.
Původní středověká loď kostela byla v letech 1731–1732 nahrazena novou včetně presbytáře. Stavebníkem nového kostela byl Ludwig Georg markrabí z Baden-Baden (1702–1761). Obora byla v té době součástí panství Vršovice, které tomuto rodu od roku 1663 patřilo. Nad západním portálem kostela je umístěn erb těchto markrabat. Po roce 1948 kostel chátral. Důkladně byl opraven v roce 2008.

## Architektura

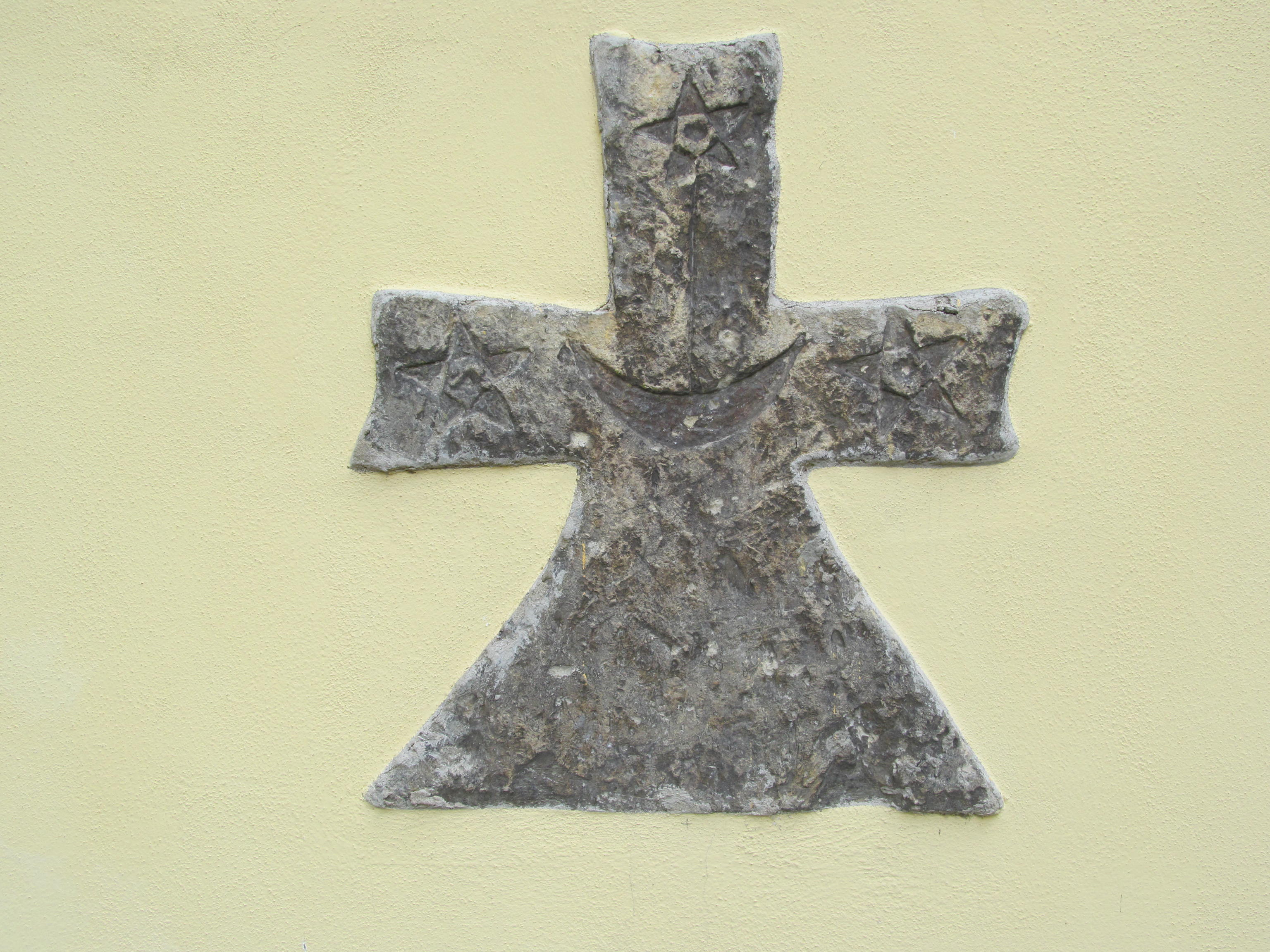
Smírčí kříž ve fasádě kostela

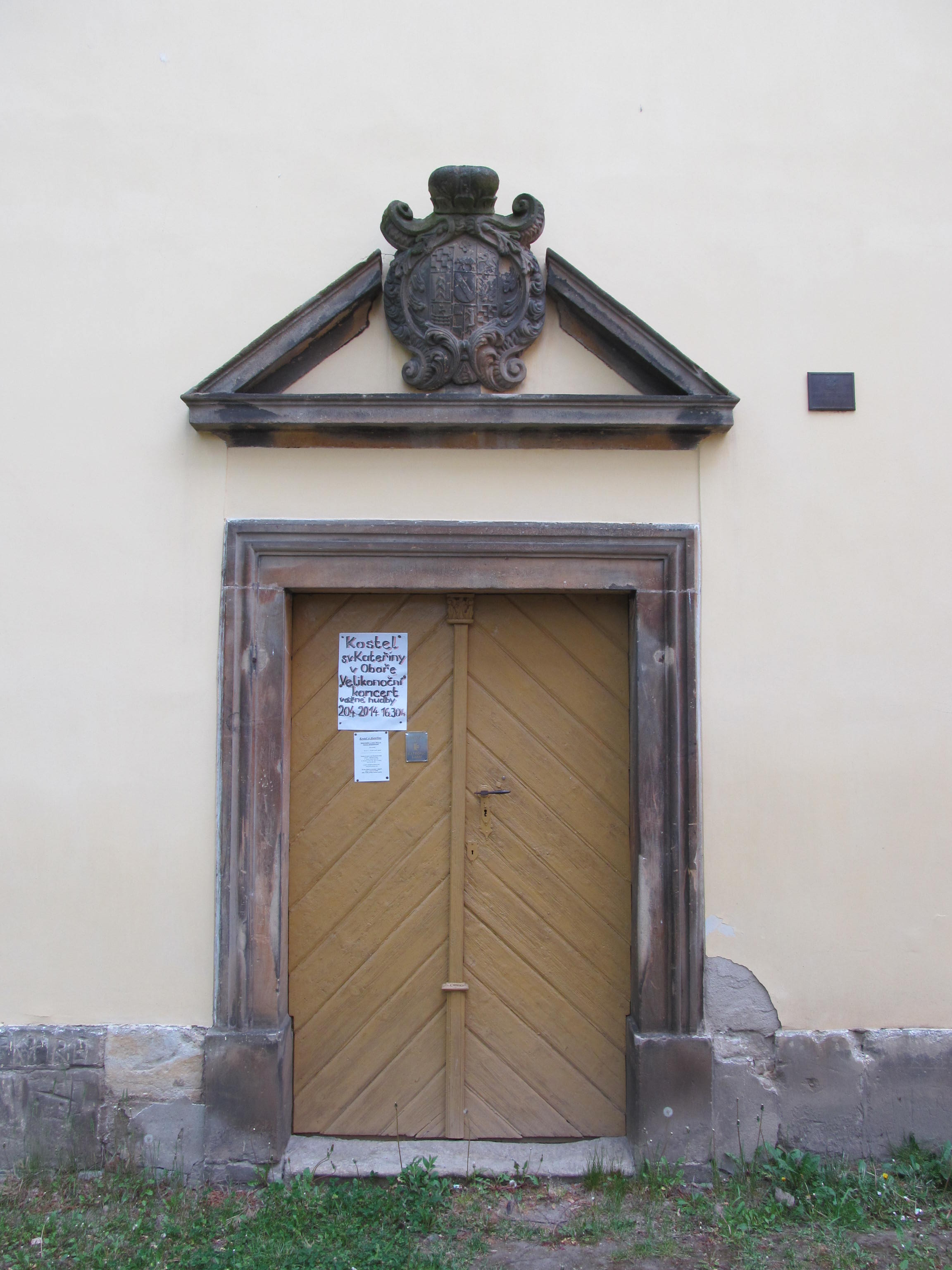
Portál kostela sv. Kateřiny v Oboře

### Exteriér
Kostel je orientovaný, jednolodní a obdélný. Má užší, trojboce uzavřený presbytář, po jehož jižní straně se nachází nízká předsíňka a po severní straně starší hranolová věž. V hlavním průčelí je plochý rizalit, který je zakončený obdélným štítem s bočními volutovými zdmi a trojúhelníkovým nástavcem. V ose je obdélný portál s trojúhelníkovým rozeklaným štítem s kartušemi. Boční fasády a závěr kostela mají lizénové rámce a obdélná okna. Mohutná hranolová věž je členěna římsami. Na její východní straně jsou malá obdélná okénka. Nad větším, polokruhově zakončeným oknem posledního patra se nachází reliéf (zřejmě renesanční). Na jednom z kvádrů severovýchodního nároží věže jsou vyryté špatně patrné geometrické tvary. Na jižní fasádě je druhotně zazděný opukový kříž. Na koncích obou jeho ramen a na vrcholu středového břevna jsou vytesány pěticípé hvězdy, v jejichž středech se nacházejí pětiúhelníky. Uprostřed kříže je půlměsíc s rohy obrácenými vzhůru, který se v heraldice nazývá stoupající měsíc. Tuto erbovní figuru měli ve znaku páni z Vřesovic, kterým Obora patřila od roku 1567. Symbolika znamení na kříži není jasná. Většinou bývá považován za smírčí kříž. Podle obecní kroniky se jednalo o dekoraci na vrcholovém štítu původního kostela, snesenou při jeho zboření v roce 1731.

### Interiér
Presbytář má valenou klenbu se dvěma stýkajícími se lunetami. Závěr je sklenut paprsčitě. Po jižní straně se nachází pravoúhlý portál ve velkém mělkém výklenku. Po severní straně je obdélný vchod do sakristie. Nad ním je v patře věže oratoř, která je otevřená do lodi velkým obdélným oknem a je sklenutá valenou klenbou se stýkajícími se lunetami. V závěrové stěně presbytáře je segmentově zakončený výklenek. V bočních stěnách závěru jsou oválná okna. Triumfální oblouk je polokruhový. Loď kostela je kryta stropem s fabionem a štukovým rámcem. Kruchta je dřevěná a spočívá na dvou dřevěných pilířích. Ve věži je v každém patře jedna velká prostora. Do prvního patra vede točité schodiště, do vyšších pater je schodiště v síle zdi.

## Vybavení
Zařízení kostela je převážně rokokové z období kolem poloviny 18. století. Hlavní oltář je rokokový s obrazem Zasnoubení sv. Kateřiny a se sochami sv. Václava a sv. Víta. Boční oltáře jsou rokokové. Boční oltář sv. Jana Nepomuckého je se sochami sv. Jana Nepomuckého, sv. Matěje a sv. Heleny. Boční oltář Ukřižování je vybaven krucifixem a sochami sv. Jana a Panny Marie. Boční oltář Panny Marie je vybavenou sochou Panny Marie a soškami světců. Kazatelna je také rokoková. Jsou na ní sochy evangelistů a reliéf Kristovy cesty do Emauz. Dvě barokní zpovědnice pocházejí z 1. poloviny 18. století. Obrazy sv. Václava, sv. Floriána a sv. Martina jsou z roku 1734. V kostele se nachází též barokní obraz sv. Jana Nepomuckého. Křtitelnice je pozdně gotická, opuková a osmiboká. Víko křtitelnice je barokní a je opatřené soškou Křtu Kristova. Varhany pocházejí z let 1893–1894. Vyrobila je pražská firma Rejna a Černý.

## Okolí kostela
Poblíž kostela na čp. 1 se nachází barokní fara. Je to obdélná, jednopatrová budova s obdélnými okny s parapetem, který je zdobený vpadlým polem. Přilehlý hospodářský dvůr má barokní bránu.